# Adposição
As adposições são um grupo de classes gramaticais, assim como os Nomes (que são os substantivos, os adjectivos, os pronomes e os artigos). Elas (adposições) abrangem três subclasses:
- Preposições - Ligam dois termos ou duas orações, subordinando um ao outro;
- Posposições - Indicam subordinação de um termo anterior ao posterior;
- Circumposições - "Circundam" a frase, são uma adposição dupla (estas sendo raríssimas nos poucos idiomas que as possuem).

São completamente invariáveis, pois nenhuma de suas subclasses variam. São conectivas, assim como as Conjunções (que só abrangem a classe de mesmo nome).
Seguem as seguintes características:
- Combinam sintacticamentente os elementos de uma frase, geralmente uma nominal.
- Estabelecem relações que combinam ou subjugam dois termos entre si. Estas relações podendo ser, na Língua Portuguesa, de localização (ex: em), origem (ex: de), meio (ex: por), matéria (ex: de) valor (ex: a/por), autoria (ex: de), tempo (ex: durante), posição (ex: ante), etc.
- Demonstram relações gramaticais precisas entre seus termos. Por exemplo, marcando os casos gramaticais.
- Se os verbos, adjectivos e substantivos de uma língua variam coordenadamente, as adposições variam também, mas isto é raro. Acontece, por exemplo, nas línguas célticas.

## Propriedades das Adposições
Na maior parte dos idiomas, são estas a propriedades das adposições:
- Estão quase sempre entre as palavras mais frequentemente pronunciadas de línguas que possuam ao menos uma de suas classes.
- São normalmente palavras simples, mas pode haver locuções. Em Português, por exemplo, há locuções em todas as nossas subclasses de adposições -- embora só tenhamos uma -- (ex: graças a; para com; dentro de; em frente a; bem como).

## Casos Adpositivos
As adposições são divididas em ordens pela sua posição sintática -- preposições subjugam o termo anterior a elas ao posterior; posposições subjugam o termo seguinte a elas ao anterior; circumposições "circundam" as frases entrelaçando semanticamente os termos interiores a elas. Mas isto causa casos diferenciativos:
Caso 1: Ambiposição
Às vezes, uma preposição pode ser empregada como posposição, e vice-versa.  Isto se chama ambiposição. No português, este caso não existe (ao menos em uso). Mas, se houvesse, seria algo como "Isto é do Fulano" poder ser escrito "Isto é Fulano do". Em Inglês, "through" pode agir como preposição (Through all night, A noite toda) ou como posposição (All night through, A noite toda); em Alemão, a  posposição "nach" pode agir comumente (Meiner Meinung nach/Em minha opinião) ou prepositivamente (Nach meiner Meinung/Em minha opinião).